# PTR 91
PTR 91 es una familia de modernos fusiles semiautomáticos para uso civil de fabricación estadounidense. El diseño es una variante del fusil Heckler & Koch G3. Estos fusiles son producidos por PTR Industries, Inc. de Aynor, Carolina del Sur. PTR es el acrónimo de Precision Target Rifle (Fusil de tiro al blanco de precisión, en inglés).

## Historia
El arma está basada en el diseño del Heckler & Koch G3 y en el del HK91, que a su vez es una variante del fusil español CETME. En Estados Unidos, la Prohibición Federal de Armas de Asalto de 1994 prohibió ciertas características cosméticas del HK91, lo cual significó que el HK91 y sus variantes ya no podían ser fabricados y vendidos en el mercado de armas civil estadounidense con su configuración original. Además, la importación de los HK91 de fabricación alemana ya había sido específicamente prohibida por el presidente George H. W. Bush en 1989. En consecuencia, Heckler & Koch cesó la producción del HK91, la variante semiautomática del G3. El PTR-91 fue desarrollado para llenar el vacío en la disponibilidad como una variante estadounidense del fusil G3 original.
JLD Enterprises (JLD) compró los planos y las maquinarias a la Fábrica de Braço de Prata, una fábrica militar portuguesa que había producido fusiles Heckler & Koch G3 bajo licencia y empezó a fabricar en 2002 fusiles PTR-91 que cumplieran las especificaciones de la prohibición. Estos modelos no tenían un cañón roscado, rieles de bayoneta, culatas ajustables o cargadores de "alta capacidad". Los primeros modelos eran producidos directamente según los planos portugueses y eran casi idénticos al HK91, excepto por las modificaciones para cumplir con la Prohibición de Armas de Asalto de 1994. Una vez que la prohibición expiró en 2004, JLD empezó a ofrecer una amplia gama de modelos del PTR-91, muchos de los cuales tenían más de las características militares del G3. JLD también empezó a invertir en investigación y desarrollo, introduciendo nuevas mejoras y modificaciones al diseño original del HK91. Inicialmente, los fusiles de JLD estaban muy basados en piezas militares sobrantes importadas para ensamblar su variante del G3. La mayoría de piezas del HK91 y el PTR-91 son intercambiables entre ambos fusiles.
En 2005, las principales acciones de JLD Enterprises fueron compradas por la recién formada PTR-91 Inc. José Díaz, dueño y fundador de JDL, siguió con la nueva compañía como socio principal. Díaz se retiró de la compañía a fines de 2010. En consecuencia, los socios restantes y la nueva administración cambiaron la dirección estratégica de la compañía. La PTR pasó de importar piezas sobrantes y ensamblarlas, a producirlas por cuenta propia. La compañía incrementó sus capacidades de torneado y fabricación en 2011 y 2012 para lograr este cambio.
Actualmente, PTR es capaz de producir cada pieza torneada de sus fusiles en su fábrica, además de producir otras piezas en Estados Unidos, tales como los accesorios de plástico, la culata, el guardamanos y el pistolete, con maquinarias propias. Por lo tanto, los actuales fusiles PTR son fabricados y ensamblados en Estados Unidos. En 2014, PTR se mudó a Aynor, Carolina del Sur, siendo formalmente incorporada como PTR Industries, Inc.

## Variantes
La versión más conocida y más antigua del fusil PTR-91 es el PTR-91F. Este fusil, que es similar al HK91 original, tiene un cañón pesado para tiro al blanco de 457,20 mm (18 pulgadas) y una culata fija de plástico. PTR también produce versiones de gama alta del fusil, tales como el PTR-MSG91, un fusil de alcance medio con cañón pesado acanalado de 457,20 mm, junto a mejoras para tiro de precisión como un bípode, sistema de rieles y culata ajustable. PTR también produjo en cantidades limitadas la versión "PTR Super Sniper", que tenía un cañón flotante acanalado de 508 mm (20 pulgadas).
Además, PTR también produce varios modelos de carabinas que tienen un cañón pesado para tiro al blanco de 406,40 mm (16 pulgadas). Estas carabinas están disponibles con accesorios estándar del PTR-91F, incluyendo configuraciones para distintas culatas, rieles y cañones. Un modelo popular es la PTR-91 KPF, que tiene una culata plegable tipo A3 de paracaidista.
En 2010, la compañía introdujo una nueva línea de fusiles calibrados para el cartucho 7,62 x 39, conocida como la serie PTR-32. Los fusiles PTR-32 son fabricados exclusivamente con cañones de 406,40 mm y están disponibles con las mismas configuraciones que las carabinas PTR-91.
En 2011 se lanzó otro nuevo producto, el fusil "PTR-GI", que es muy similar al G3 original. En este mismo año, los fusiles PTR-91 empezaron a estar disponibles con un riel para miras telescópicas soldado, siendo identificables por una "R" en el nombre del modelo.
En 2016, los fusiles PTR-91 empezaron a incluir retenes del cargador tipo paleta para agilizar la recarga.

## Recepción
Las armas de PTR han aparecido en diversas revistas de armas como Gun Tests, Guns and Weapons for Law Enforcement, American Rifleman, On Target, Shotgun News y Gun World, todas las cuales resaltaron su buena precisión y fiabilidad, características del arma a partir de la cual fueron diseñadas.
El PTR-91 se ha ganado la confianza de sus propietarios por seguir las especificaciones de Heckler & Koch. Por ejemplo, los fusiles PTR-91 son compatibles con los cargadores del G3, que son baratos y están disponibles en el mercado de excedentes de armamento militar. 